# Atletica leggera ai Giochi della XXVII Olimpiade - Marcia 20 km femminile

Video della gara

La prova di marcia 20 km ha fatto parte del programma di atletica leggera femminile ai Giochi della XXVII Olimpiade. La competizione si è svolta il 28 settembre 2000 nella città di Sydney, con arrivo nello Stadio olimpico.

## Presenze ed assenze delle campionesse in carica
| Competizione      | Atleta                      | Prestazione                 | Sydney 2000                 |                             |
| ----------------- | --------------------------- | --------------------------- | --------------------------- | --------------------------- |
| Olimpiadi 1996    | Prima apparizione ai Giochi | Prima apparizione ai Giochi | Prima apparizione ai Giochi | Prima apparizione ai Giochi |
| Panamericani 1999 | Graciela Mendoza            | 1h34'19”                    | Presente                    |                             |
| Mondiali 1999     | Liu Hongyu                  | 1h30'50”                    | Presente                    |                             |

## Risultati

### Ordine d'arrivo
A 3 km dalla fine conduce Elisabetta Perrone, ma l'italiana è successivamente squalificata. Sale in testa l'atleta di casa Jane Saville. L'australiana pensa di avercela fatta, ma proprio all'ingresso dello stadio le viene comminata la squalifica. Vince la cinese Wang Liping.
| Pos. | Atleta                  | Nazione       | Tempo       | Note                                     |
| ---- | ----------------------- | ------------- | ----------- | ---------------------------------------- |
|      | Wang Liping             | Cina          | 1 h 29' 05" | Record olimpico                          |
|      | Kjersti Plätzer         | Norvegia      | 1 h 29' 33" |                                          |
|      | María Vasco             | Spagna        | 1 h 30' 23" |                                          |
| 4    | Erica Alfridi           | Italia        | 1 h 31' 25" |                                          |
| 5    | María Guadalupe Sánchez | Messico       | 1 h 31' 33" |                                          |
| 6    | Norica Câmpean          | Romania       | 1 h 31' 50" |                                          |
| 7    | Kerry Saxby-Junna       | Australia     | 1 h 32' 02" |                                          |
| 8    | Tat'jana Gudkova        | Russia        | 1 h 32' 35" |                                          |
| 9    | Nataliya Misyulya       | Bielorussia   | 1 h 33' 08" |                                          |
| 10   | Gillian O'Sullivan      | Irlanda       | 1 h 33' 10" |                                          |
| 11   | Athina Papayianni       | Grecia        | 1 h 33' 14" | Miglior prestazione personale            |
| 12   | Valentyna Savchuk       | Ucraina       | 1 h 33' 22" |                                          |
| 13   | Ana Maria Groza         | Romania       | 1 h 33' 38" |                                          |
| 14   | Susana Feitor           | Portogallo    | 1 h 33' 53" |                                          |
| 15   | Yuan Yufang             | Malaysia      | 1 h 34' 19" | Miglior prestazione personale stagionale |
| 16   | Kristina Saltanovič     | Lituania      | 1 h 34' 24" |                                          |
| 17   | Michelle Rohl           | Stati Uniti   | 1 h 34' 26" |                                          |
| 18   | Mária Urbanik           | Ungheria      | 1 h 34' 45" |                                          |
| 19   | Beate Gummelt           | Germania      | 1 h 34' 59" |                                          |
| 20   | Encarna Granados        | Spagna        | 1 h 35' 06" |                                          |
| 21   | Svetlana Tolstaya       | Kazakistan    | 1 h 35' 19" |                                          |
| 22   | Nora Leksir             | Francia       | 1 h 35' 29" |                                          |
| 23   | Fatiha Ouali            | Francia       | 1 h 35' 35" |                                          |
| 24   | Vira Zozulya            | Ucraina       | 1 h 35' 43" |                                          |
| 25   | Kim Mi-Jung             | Corea del Sud | 1 h 36' 09" | Record nazionale                         |
| 26   | Mara Ibañez             | Messico       | 1 h 36' 17" |                                          |
| 27   | Eva Pérez               | Spagna        | 1 h 36' 35" |                                          |
| 28   | Valentina Tsybulskaya   | Bielorussia   | 1 h 36' 44" |                                          |
| 29   | Anikó Szebenszky        | Ungheria      | 1 h 36' 46" |                                          |
| 30   | Jolanta Dukure          | Lettonia      | 1 h 36' 54" |                                          |
| 31   | Sonata Milušauskaitė    | Lituania      | 1 h 37' 14" |                                          |
| 32   | Larisa Ramazanova       | Bielorussia   | 1 h 37' 39" |                                          |
| 33   | Lisa Kehler             | Regno Unito   | 1 h 37' 47" |                                          |
| 34   | Ivis Martínez           | El Salvador   | 1 h 38' 07" |                                          |
| 35   | Olive Loughnane         | Irlanda       | 1 h 38' 23" |                                          |
| 36   | Khristina Kokotou       | Grecia        | 1 h 38' 52" |                                          |
| 37   | Anita Liepiņa           | Lettonia      | 1 h 39' 17" |                                          |
| 38   | Chen Yueling            | Stati Uniti   | 1 h 39' 36" |                                          |
| 39   | Lisa Sheridan-Paolini   | Australia     | 1 h 40' 57" |                                          |
| 40   | Elena Kuznetsova        | Kazakistan    | 1 h 42' 45" |                                          |
| 41   | Teresita Collado        | Guatemala     | 1 h 43' 28" |                                          |
| 42   | Geovana Irusta          | Bolivia       | 1 h 43' 34" |                                          |
| 43   | Zuzana Blažeková        | Slovacchia    | 1 h 44' 03" |                                          |
| 44   | Debbi Lawrence          | Stati Uniti   | 1 h 47' 20" |                                          |
| 45   | Bahia Boussad           | Algeria       | 1 h 52' 50" |                                          |
| —    | Kathrin Born-Boyde      | Germania      | Rit.        |                                          |
| —    | Aida İsayeva            | Azerbaigian   | Rit.        |                                          |
| —    | Olga Polyakova          | Russia        | Rit.        |                                          |
| —    | Katarzyna Radtke        | Polonia       | Rit.        |                                          |
| —    | Annarita Sidoti         | Italia        | Rit.        |                                          |
| —    | Maya Sazonova           | Kazakistan    | Rit.        |                                          |
| —    | Irina Stankina          | Russia        | Rit.        |                                          |
| —    | Liu Hongyu              | Cina          | Squal.      |                                          |
| —    | Graciela Mendoza        | Messico       | Squal.      |                                          |
| —    | Janice McCaffrey        | Canada        | Squal.      |                                          |
| —    | Elisabetta Perrone      | Italia        | Squal.      |                                          |
| —    | Jane Saville            | Australia     | Squal.      |                                          |